# Майлдред (Канзас)
Майлдред (англ. Mildred) — місто (англ. city) в США, в окрузі Аллен штату Канзас. Населення — 25 осіб (2020).

## Географія
Майлдред розташований за координатами 38°1′29″ пн. ш. 95°10′27″ зх. д. / 38.02472° пн. ш. 95.17417° зх. д. (38.024782, -95.174165).  За даними Бюро перепису населення США в 2010 році місто мало площу 0,53 км², з яких 0,53 км² — суходіл та 0,00 км² — водойми.

## Демографія
Згідно з переписом 2010 року, у місті мешкало 28 осіб у 14 домогосподарствах у складі 6 родин. Густота населення становила 52 особи/км².  Було 21 помешкання (39/км²).
Расовий склад населення:
| - 82,1 % — білих - 10,7 % — чорних або афроамериканців - 7,1 % — корінних американців |

До двох чи більше рас належало 0,0 %. Частка іспаномовних становила 7,1 % від усіх жителів.
За віковим діапазоном населення розподілялося таким чином: 25,0 % — особи молодші 18 років, 57,1 % — особи у віці 18—64 років, 17,9 % — особи у віці 65 років та старші. Медіана віку мешканця становила 46,0 року. На 100 осіб жіночої статі у місті припадало 133,3 чоловіків;  на 100 жінок у віці від 18 років та старших — 162,5 чоловіків також старших 18 років.
Цивільне працевлаштоване населення становило 11 осіб. Основні галузі зайнятості: роздрібна торгівля — 27,3 %, освіта, охорона здоров'я та соціальна допомога — 27,3 %, сільське господарство, лісництво, риболовля — 27,3 %.